# (3483) Svetlov
(3483) Svetlov est un astéroïde de la ceinture principale, de la famille de Hungaria.

## Description
(3483) Svetlov est un astéroïde de la ceinture principale, de la famille de Hungaria. Il présente une orbite caractérisée par un demi-grand axe de 1,93 UA, une excentricité de 0,12 et une inclinaison de 23,6° par rapport à l'écliptique.
L'astéroïde est dénommé d'après le poète et parolier soviétique Mikhaïl Svetlov.

## Compléments